# Екологічна свідомість
Екологічна свідомість — вищий рівень психічного відображення природного і штучного середовища, свого внутрішнього світу, рефлексія щодо місця і ролі людини в біологічному, фізичному та хімічному світі, а також саморегуляція даного відображення. Екологічній свідомості властиві всі ознаки свідомої діяльності людини взагалі з тією лише різницею, що вона ініційована екологічним змістом.
В основі екології свідомості лежить переконання в тому, що сучасна людина опинилася в становищі спотвореного сприйняття самої себе внаслідок колосального обмеження її пізнавальних можливостей та звуження або й викривлення свідомості.
Духовна деградація людини, обмеження або згортання її творчого потенціалу та деміургічних спроможностей супроводжується переорієнтацією переважної більшості індивідів на суто персоналістський прояв буття, замиканням на власному «Ego», самоусуненні від безпосереднього сприйняття реальності. Виокремлення та вилучення себе людиною з Космосу або Природи і переміщення в штучний світ власної цивілізації став можливим завдяки онтологічному розриву, що проявився в вигляді розриву цілісності Буття на суб'єкт та об'єкт і протиставлення їх один одному. Занурення у світ приватних переживань або концентрація на власному «Ego», тобто відмежування себе від Іншого стало наслідком вторинного або онтичного розщеплення — поляризації світу, що знайшла своє відображення в констатації дуальних начал добра і зла.
Таким чином має місце грандіозне зміщення в структурі Буття від органічної цілісності до виокремлення і утвердження множини персональних ерзац-буттів або екзистенцій.
Подолання онтичного та онтологічного розривів безумовно сполучене з очищенням індивідуальної свідомості від різноманітних за своїм походженням і механікою впливу енерго-інформаційних нашарувань, розширенням області сприйняття та стимулюванням пізнавальних процесів. Налаштована на відтворення повноти буття, а також усунення численних посередників поміж нею та Буттям людина має стати «питанням для самої себе» (Августин). Тому предметом дослідження екології свідомості є людина, що направляє увагу та пізнавальну активність на саму себе.